# Kitojskie Golce
Kitojskie Golce (ros.: Китойские Гольцы, Kitojskije Golcy) – pasmo górskie w azjatyckiej części Rosji, w Buriacji, część łańcucha Sajanu Wschodniego. Rozciąga się równoleżnikowo na długości ok. 180 km. Najwyższy szczyt pasma, Ospinskij Golec, ma wysokość 3215 m n.p.m. Zbocza (do wysokości 1900–2100 m n.p.m.) porośnięte są lasami modrzewiowymi i sosnowymi. W wyższych partiach dominuje rumowiska skalne i tundra górska; szczyty mają charakter alpejski. Występują złoża złota i azbestu.